# سورامولا
سورامولا (به لاتین: Suramula) یک رود در گرجستان است که در شهرداری خاشوری واقع شده‌است. این رود شاخه سمت راست پتسا است که خود از شاخه‌های رود کورا است. این رود  از شیب سمت چپ رشته‌کوه لیخی، در ارتفاع ۱۲۰۰ متر (۳۹۰۰ فوت) بالاتر از سطح دریا آغاز می‌شود و طول آن ۴۲ کیلومتر (۲۶ مایل) است. حوضه آن ۷۱۹ کیلومتر مربع (۲۷۸ مایل مربع) است. این رودخانه از باران، برف و آب های زیرزمینی تغذیه می‌شود.  معروف است که در فصول بهار و در پاییز سیل می‌آید، اما در زمستان کمبود آب دارد.

این  رودخانه با موادی مانند نیتریت نیتروژن آلوده است. زمانی با مقادیر بیش از حد آهن آلوده شده بود، اگرچه این مشکل از آن زمان برطرف شده است.